# Cocotal

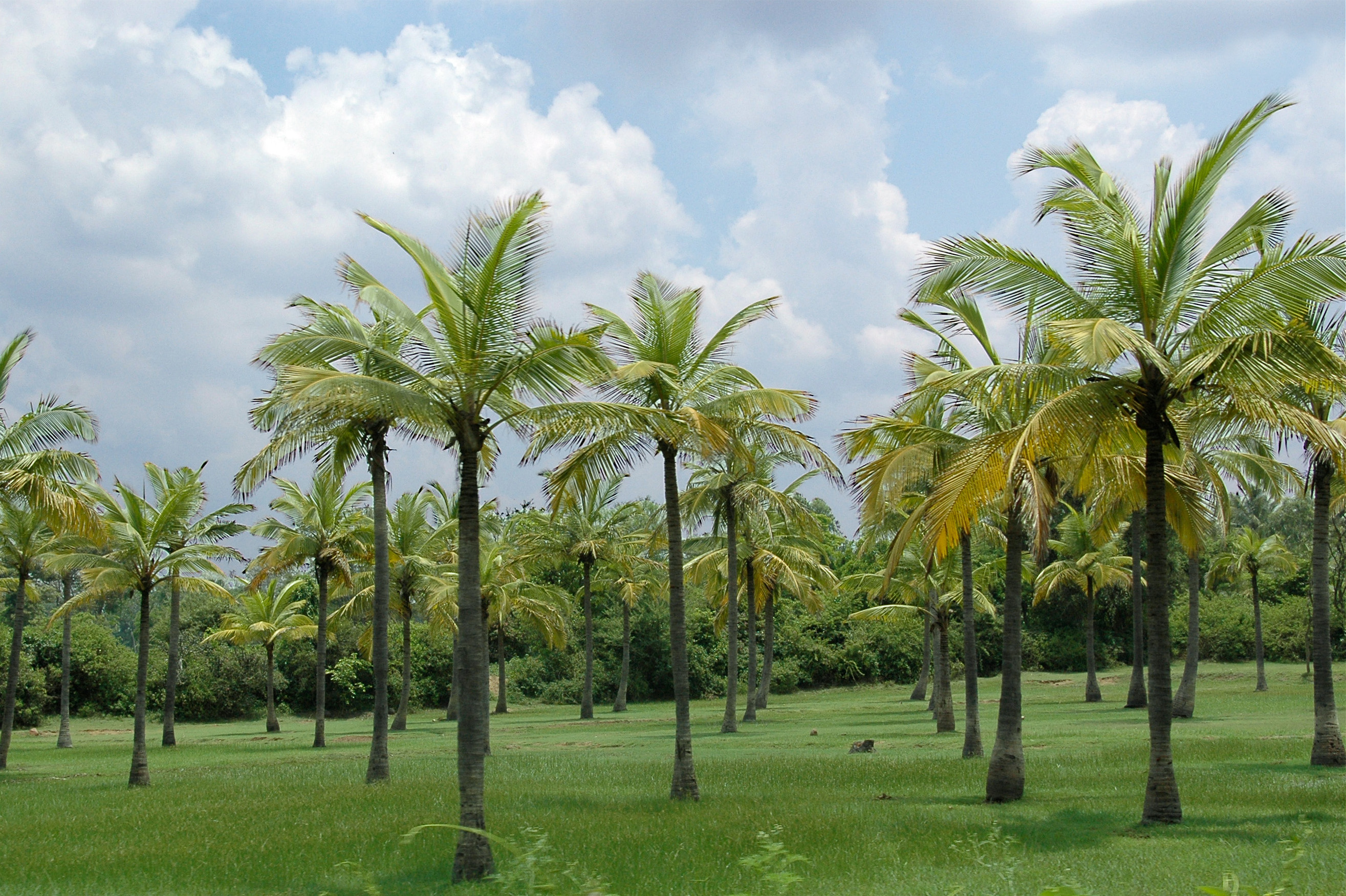
Cocotal en Karnataka, India.

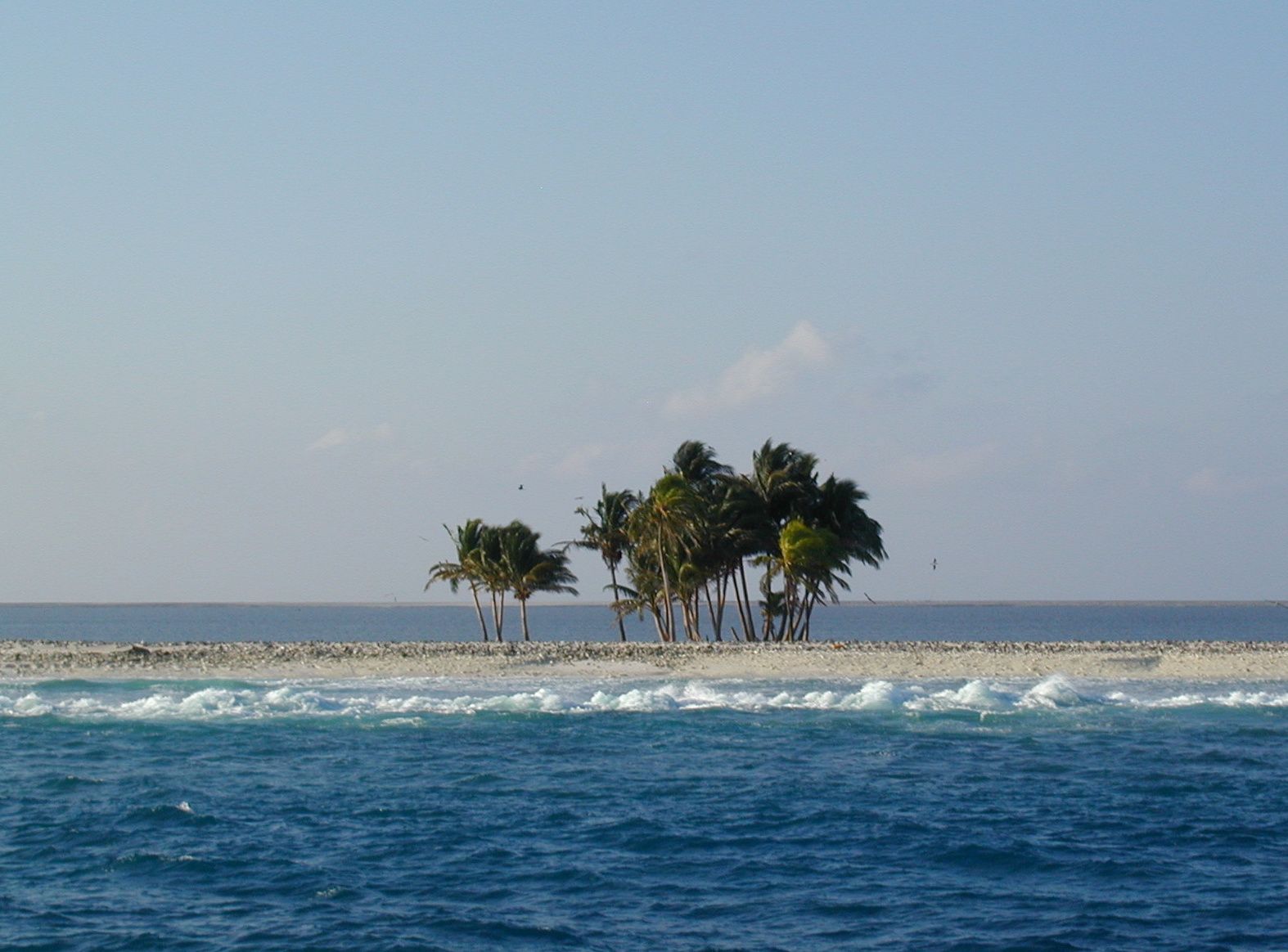
Reducido cocotal en la isla Clipperton, Francia

Un cocotal es una parcela agrícola destinada al cultivo de cocotero (Cocos nucifera) y una variedad de palmeral. Se encuentran principalmente en zonas tropicales debido a la distribución natural de la planta y principalmente en América Central, el Caribe, el Subcontinente indio e Insulindia.
Los cocoteros se plantan en hileras, separados unos de otros por varios metros para que no se den sombra. El recurso principal que se obtiene del cocotero es el coco, que se puede usar en su totalidad (la pulpa y la leche directamente para la alimentación o en forma de copra, la fibra de coco elaborada con la cáscara del fruto. Sin embargo, también se usa el brote terminal del cocotero en la gastronomía, las ramas de palma en la artesanía y el estípite (el tronco de la palmera) para la construcción o la artesanía.